# Алексей Туполев
Вижте пояснителната страница за други личности с името Туполев.
Алексей Андреевич Туполев е съветски авиоконструктор, който е разработил първия свръхзвуков самолет Ту-144, а също така е участвал и в разработката на съветската космическа совалка Буран.
Алексей Туполев е син на друг известен съветски авиоконструктор Андрей Туполев. Завършва Московския авиационен институт през 1949 г. и започва работа в Особеното конструкторско бюро (ОКБ) на баща си. Работи като инженер в почти всички нива на бюрото, а след смъртта на Андрей Туполев оглавява бюрото като отговорен ръководител и генерален конструктор. В началото на 60-те години е назначен като главен конструктор проекта за разработка на Ту-144, а през 80-те години ръководи създаването на самолетите Ту-204, Ту-334, Ту-155 (експериментален самолет с криогенно гориво), Ту-160 (стратегически бомбардировач).